# Tariq ibn Zijad

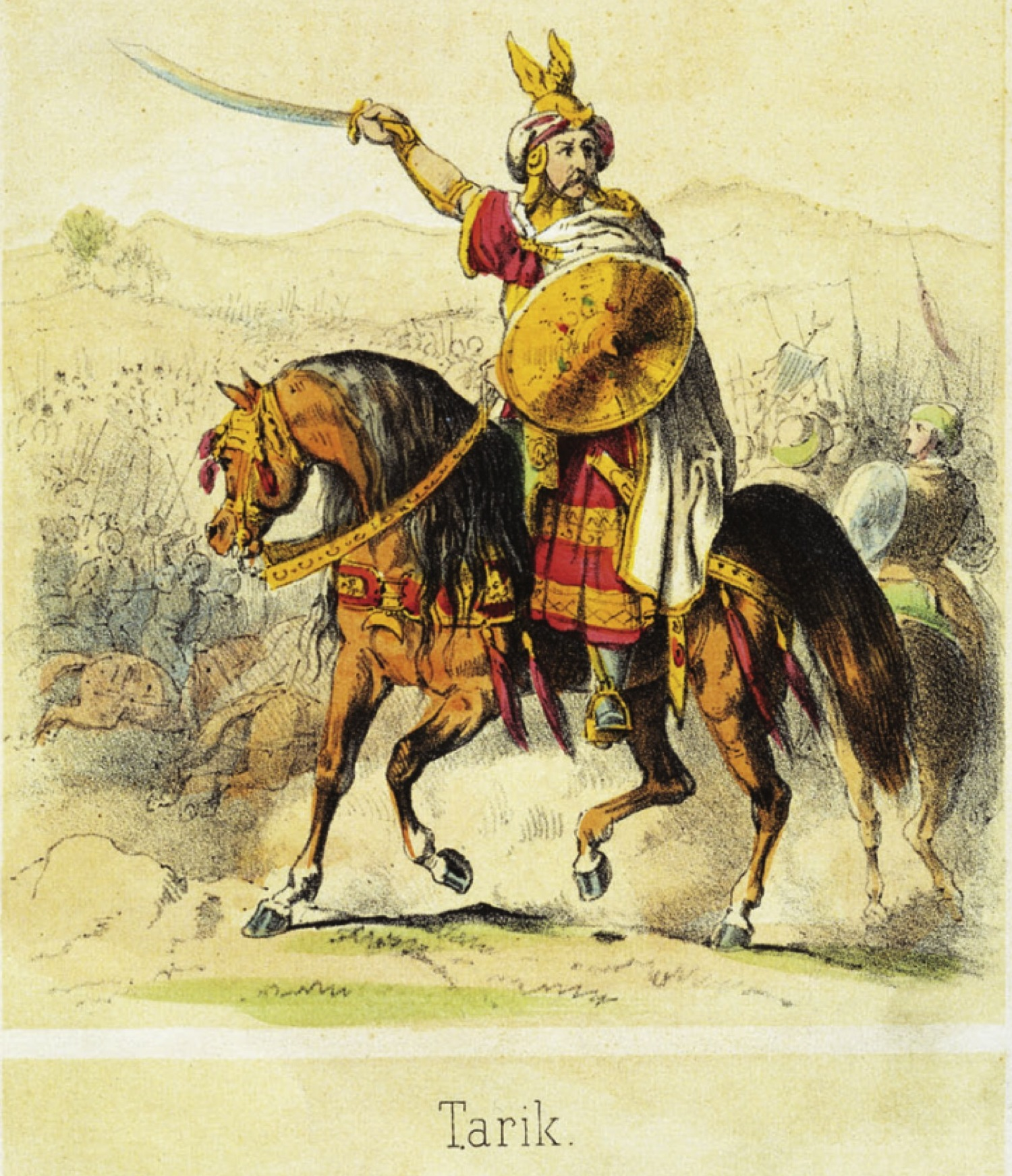
Tariq ibn Zijad tijdens de strijd

De Tariq ibn Zijad (670-720) (Berbers: ⵜⴰⵔⵉⵇ ⵉⴱⵏ ⵣⵉⵢⴰⴷ, Arabisch: طارق بن زياد) was een Berberse legerleider  die op bevel van de Arabische gouverneur Moessa bin Noessair  vanuit Marokko (Tanger) met ruim 7000 man in 711 de later naar hem vernoemde Straat van Gibraltar overstak om voor het Omajjadische kalifaat de verovering van het Iberisch Schiereiland te initiëren, waar de Visigoten sinds enkele eeuwen de dienst uitmaakten.

## Afkomst
Over zijn afkomst bestaan veel contradicties onder middeleeuwse historici, moderne geleerden zijn van opinie dat hij hoogstwaarschijnlijk van Berberse komaf was, de Zenata. Zijn ouders waren al bekeerd tot de islam en daarom heeft Tariq als collaborateur ook meegedaan aan de islamitische invasie in Noord-Afrika. De meeste Spaanse en Arabische historici beweren dat Tariq een bevrijde slaaf was van Moessa bin Noessair.

## Levensloop
Tariq ibn Zijad werkte aanvankelijk als gouverneur van Carthago en daarna als een gouverneur van Tanger.
Vanaf 680 kwamen er al Moslims langs aan de kusten van Alicante, Valencia en Barcelona op verkenningstocht met een aantal snelle schepen met driehoekige zeilen, feloeken genaamd. Vanaf 680 verwachtten de Visigoten een invasie op hun kust. De Visigotische wachters tuurden lang naar de gevreesde "driehoeken" op zee. Tariqs invasie kwam na de verkenningstocht van de krijger Tarif ibn Malik naar wie Tarifa is genoemd. Tarif ibn Malik was zeer succesvol in zijn verkenningstochten en keerde met verbazingwekkende buit naar Noord-Afrika terug.

### Spanje
Tariq ibn Zijad nam zevenduizend man voetvolk, grotendeels Berbers, Syriërs en Jemenieten mee en waagde de oversteek in 711 naar Spanje met de steun van de 
Byzantijnse exarch van Ceuta, Julianus. Ze gingen aan land in Carteia in de Baai van Algeciras, nabij Gibraltar. Deze laatste plek is vernoemd naar Tariq en is de verbastering van Jabal Tariq, wat de berg van Tariq in het Arabisch betekent. Nadat de troepen geland waren op de Spaanse kust, besloot Tariq volgens westerse geschiedschrijving en niet ondersteund door enig bewijs om alle schepen achter zich te verbranden, zodat het voor de soldaten duidelijk was dat er geen weg terug meer was. Om de dreiging van de Omajjaden tegen te gaan, verzamelde Roderik een leger van honderdduizend man om het Iberisch Schiereiland te verdedigen. De Moren hadden intussen een bruggenhoofd uitgebouwd en versterking gekregen van nog een vijfduizend soldaten. Roderik en zijn leger werden op 19 juli verslagen tijdens de Slag bij Guadalete. In zijn beroemd geworden toespraak voor de slag motiveerde Tariq zijn mannen alleen met het verbreiden van de enige ware godsdienst. Roderik verloor tijdens dit gevecht naar alle waarschijnlijkheid het leven. 
Tariq rukte verder noordwaarts op via de Romeinse heerbaan en versloeg een tweede maal het leger van de Visigoten in de Slag bij Écija. Daarop splitste Tariq zijn leger op. Terwijl een deel onder Mughit naar Córdoba oprukte, rukte Tariq via Martos, Jaén, Úbeda, Vilches, Alhambra en Consuegra op naar Toledo. Deze stad viel zonder veel tegenstand in handen van de Moren en een rijke buit viel het leger ten deel. Nog rukten de Moren noordwaarts op en veroverden Alcalá de Henares, Guadalajara, Buitrago, Clunia, Amaya, León en Astorga. Met de winter voor de deur trok het leger zich terug in Toledo.
Dit succes en de rijke buit motiveerden de Arabier Moessa bin Noessair om achttienduizend grotendeels Arabische krijgers te verzamelen om een tweede invasie voor te bereiden. De Moren waren licht bewapend, terwijl de Visigoten zwaar gepantserd waren. De grotere beweeglijkheid van de Moren bleek een beslissend voordeel te zijn. Ook konden de Moren gebruik maken van het Romeinse heerbanennetwerk om snel op te rukken en kregen ze steun van partizanen van Achila II en van de Joodse bevolking, die onderdrukt was door de Visigoten. 
Na de verovering van Mérida voegde Noessair zich bij hem in Toledo om daar te overwinteren. Hij dwong Tariq ibn Zijad om zijn rijke buit te overhandigen. In het voorjaar van 714 trokken beiden op naar het noorden en Zaragoza, terwijl Moessas zoon Abd al-Aziz met een leger naar het zuiden trok. Het noordelijke leger veroverde Zaragoza en de vallei van de Ebro en trok daarna door Huesca en Lerida. Toen Moessa het bevel om kalief Al-Walid te vervoegen in Damascus kreeg, verliet hij niet onmiddellijk Spanje. Hij vervolgde zijn veroveringstocht en veroverde Soria en trok naar Asturië. Binnen drie jaar was het overgrote deel van het Iberisch Schiereiland veroverd.

### Syrië
Pas in de nazomer van 714 trok Moessa met Tariq ibn Zijad naar Syrië, terwijl hij het bestuur in handen gaf van zijn zoon. Ze kwamen op 23 februari 715 aan in Damascus. Het werd hen wegens hun ongehoorzaamheid verboden uit Damascus terug naar het westen te keren. Moessa stierf in 716 en Tariq stierf in 720 vergeten in Damascus.

## Trivia
- Tariq ibn Zijad stond op een bankbiljet van 5 Gibraltarese pond.